# Gingidia trifoliolata
Gingidia trifoliolata är en växtart i släktet Gingidia och familjen flockblommiga växter. Den beskrevs av Joseph Dalton Hooker, och fick sitt nu gällande namn av J.W.Dawson 1974.
Arten är en perenn ört som förekommer på Sydön på Nya Zeeland.